# ケネディ家の人びと
『ケネディ家の人びと』（ケネディけのひとびと、原題：The Kennedys）は、2011年にカナダ・アメリカの共同制作で製作された、ケネディ家を描いたテレビドラマ。全8回。ジョン・カサー監督。なおDVDソフトでの邦題は『JFK：ケネディ家の人びと』。

## 概要
2011年4月、カナダのヒストリーおよびアメリカのリールズ・チャンネルにて放映され、以降アイルランドやオーストラリアでも放映されている。
作品自体高い評価を受けてプライムタイム・エミー賞 作品賞 (ミニシリーズ/テレビ映画部門)にノミネートされた。
日本においてはNHK BSプレミアムにて同年7月5日より4日連続（各2話ずつ）で放映された。

## キャスト
- ジョン・F・ケネディ（通称「ジャック」、アメリカ合衆国第35代大統領） - グレッグ・キニア（青年期・ジョン・ホワイト）（声・井上和彦）
- ロバート・ケネディ（通称「ボビー」、アメリカ司法長官でジャックの弟） - バリー・ペッパー（声・平田広明）
- ジョセフ・P・ケネディ（ケネディ家2代目当主、ジャック、ボビーの父） - トム・ウィルキンソン（声・稲垣隆史）
- ジャクリーン・ケネディ（通称「ジャッキー」、ジャックの妻） - ケイティ・ホームズ（声・大原さやか）
- ローズ・ケネディ（ジャック、ボビーの母） - ダイアナ・ハードキャッスル（声・此島愛子）
- エセル・ケネディ（ボビーの妻） - クリスティン・ブース（声・佐々木優子）
- ジョセフ・P・ケネディ・ジュニア（通称「ジョー」、ケネディ家の長男で第二次世界大戦で戦死）- ガブリエル・ホーガン（声・土田大）
- ジョン・エドガー・フーヴァー（FBI長官） - エンリコ・コラントーニ（声・岩崎ひろし）
- リンドン・ジョンソン（副大統領） - ドン・アリソン（声・野島昭生）
- サム・ジアンカーナ（シカゴマフィアの大幹部） - サージ・ホード（声・小林修）
- マリリン・モンロー - シャーロット・サリバン（声・山田みほ）
- フランク・シナトラ  - クリス・ディアマントポロス（声・根本泰彦）

## サブタイトル
| 日本放送No. | 題名             | アメリカ放送No. | 原題                                                         |
| ----------- | ---------------- | --------------- | ------------------------------------------------------------ |
| 1           | 運命の選挙       | 1               | A Father's Great Expectations                                |
| 2           | 若き大統領の誕生 | 2               | Shared Victories, Private Struggles                          |
| 3           | ピッグス湾事件   | 3               | Failed Invasion, Failed Fidelity                             |
| 4           | マフィアの影     | 4               | Broken Promises and Deadly Barriers                          |
| 5           | 南部の反乱       | 5               | Moral Issues and Inner Turmoil                               |
| 6           | キューバ危機     | 6               | On the Brink of War                                          |
| 7           | ダラスの悲劇     | 6               | The Countdown to Tragedy                                     |
| 8           | 家族の絆         | 7               | The Aftermath: A Family’s Curse of Misfortune and Heartbreak |